# 惠斯勒冰原島峰
74°50′S 71°41′W / 74.833°S 71.683°W
惠斯勒冰原島峰（英語：Whistler Nunatak），是南極洲的冰原島峰，位於帕爾默地，處於門德山以西，屬於斯凱海冰原島峰的一部分，在1987年由英國南極名稱諮詢委員會命名，現時由南極條約體系管理。